# گوادال‌کانال
گوادال‌کانال (به انگلیسی: Guadalcanal) جزیره‌ای استوایی در جنوب غربی اقیانوس آرام است. این جزیره بزرگترین جزیره جزایر سلیمان محسوب می‌شود. در سال‌های ۱۹۴۲ و ۱۹۴۳ جنگ شدیدی بین نیروهای آمریکایی و ژاپنی در این جزیره صورت گرفت.

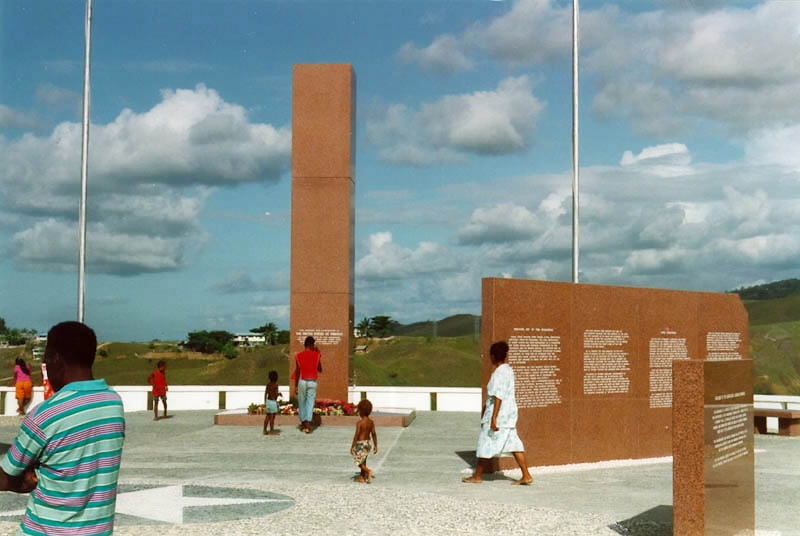

پس از پایان جنگ هونیارا که در سواحل شمالی این جزیره قرار دارد به عنوان پایتخت جزایر سلیمان انتخاب شد. گوادال‌کانال عمدتاً پوشیده از جنگل‌های استوایی و منطقه‌ای کوهستانی با آتشفشانی فعال می‌باشد. جمعیت این جزیره در سال ۱۹۹۸ در حدود ۸۵٬۰۰۰ نفر بوده است.